# یوهان آگوست برینل
آگوست برینل (۱۸۴۹ ژوئن ۱۹–۱۹۲۵ نوامبر ۱۷) مهندس متالورژی سوئدی بود. برینل خالق یک روش برای تعیین کمیت سختی سطحی مواد، می‌باشد که در حال حاضر به عنوان آزمون سختی برینل شناخته می‌شود. همچنین نام او را در شرح یک مکانیزم شکست سطح مواد (شناخته شده به عنوان Brinelling) گرامی داشتند.

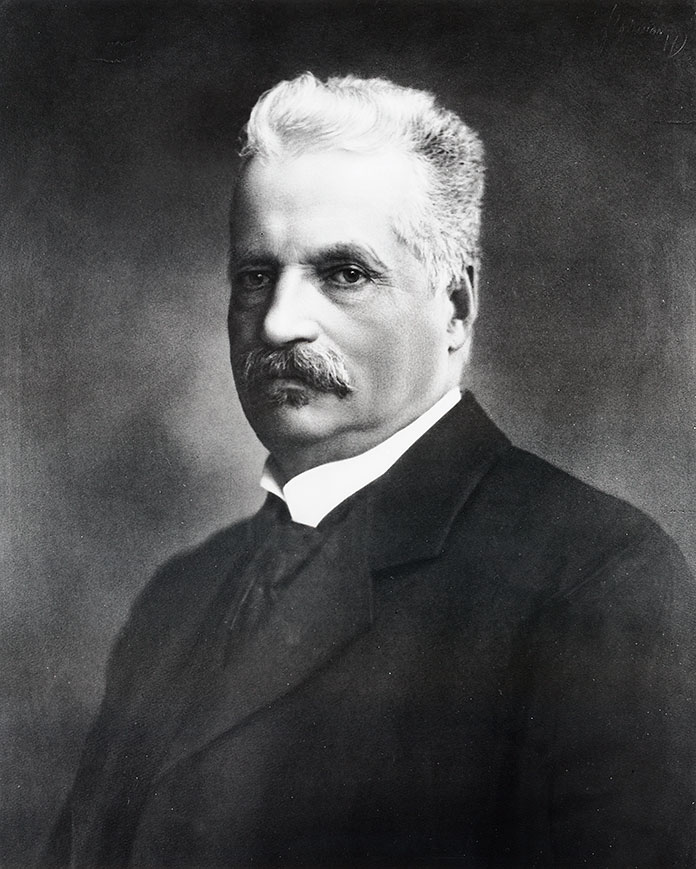
اگوست برینل

برینل در برنگتوفته واقع در بخش نخو کشور سوئد متولد شد. او کار خود را به عنوان مهندس در کارخانه فولاد لسجوفورس آغاز کرد و در سال ۱۸۸۲ مهندس ارشد کارخانه فولاد فاگرستا شد. برینل در سال ۱۹۰۳ به عنوان مهندس ارشد در موسسه ژرن‌کنتورنت انجمن تولیدکنندگان فولاد سوئد انتخاب شد و تا سال ۱۹۱۴ در آن پست باقی ماند.
وی در سال ۱۹۰۲ به عضویت آکادمی سلطنتی علوم سوئد و در سال ۱۹۱۹ به عضویت آکادمی سلطنتی علوم مهندسی سوئد درآمد.
برینل در سال ۱۹۰۷ موفق به دریافت مدال طلای بِسمر از موسسه آهن و فولاد شد.
او در سال ۱۹۲۵ بر اثر ذات الریه در استکهلم درگذشت.

## اصول و قواعد
سختی برینل (به انگلیسی: Brinell hardness) یکی از معیارهای سختی است که بر اساس مقاومت مواد در برابر فروروندهٔ کروی شکل از جنس فولاد یا کاربید تنگستن سختی آنها را تعیین می‌کند.
این روش در سال ۱۹۰۰ توسط مهندس سوئدی یوهان آگوست برینل پیشنهاد شد.